# بوری در مقابل مک‌انرو
بوری در مقابل مک‌انرو (انگلیسی: Borg vs McEnroe؛ ‏ فنلاندی: Borg/McEnroe) یک فیلم درام زندگی‌نامه‌ای است که در سال ۲۰۱۷ منتشر شد. این فیلم دربارهٔ رقابت‌های حرفه‌ای مشهور میان دو تنیس‌باز نامدار جهان بیورن بوری و جان مک‌انرو است.

## بازیگران
- سوریر گودناسون
- شایا لباف
- استلان اسکاشگورد
- تووا نووتنی
- دیوید بامبر
- بیورن گرانات
- کالین استینتن
- داگ مالمبرگ
- زوزانا گایسلرووا
- رابرت امس